# 乌兹别克斯坦共产党
烏茲別克斯坦共產黨是蘇聯共產黨的分支，也是乌兹别克苏维埃社会主义共和国的執政黨。1925年2月12日，该党成立，取名为乌兹别克斯坦共产党（布尔什维克）。1952年10月，随着全联盟共产党（布尔什维克）改名为苏联共产党，该党也相应改名为乌兹别克斯坦共产党。1991年9月14日，该党宣布脱离苏联共产党；同年11月3日，該黨改组為烏茲別克斯坦人民民主黨。
该党最後一任第一书记伊斯兰·卡里莫夫后来长期担任乌兹别克斯坦總統，直至去世。

## 歴任第一書記
1. 弗拉基米尔·伊万诺维奇·伊万诺夫（1925年2月12日—1927年9月21日）
2. 库普里扬·基尔基日（1927年9月21日—1929年4月）
3. 尼古拉·吉卡洛（1929年4月—1929年6月11日）
4. 伊萨克·泽连斯基（1929年6月11日—1929年12月）
5. 阿克马尔·伊克拉莫夫（1929年12月—1937年9月27日）
6. 乌斯曼·尤苏波夫（1937年9月27日—1950年4月7日）
7. 阿明·尼亚佐夫（1950年4月7日—1955年12月22日）
8. 努里金·毛希丁诺夫（1955年12月22日—1957年12月28日）
9. 萨比尔·卡马洛夫（1957年12月28日—1959年3月15日）
10. 沙拉夫·拉希多夫（1959年3月15日—1983年10月31日）
11. 伊纳姆容·奥斯曼霍贾耶夫（1983年11月3日—1988年1月12日）
12. 拉菲克·尼沙诺夫（1988年1月12日—1989年6月23日）
13. 伊斯兰·卡里莫夫（1989年6月23日—1991年11月3日）